# Thecla castrena
Thecla castrena är en fjärilsart som beskrevs av Jones 1912. Thecla castrena ingår i släktet Thecla och familjen juvelvingar. Inga underarter finns listade i Catalogue of Life.